# Бресс, Хаймен
Хаймен Бресс (англ. Hyman Bress; 30 июня 1931, Кейптаун — 30 октября 1995, Монреаль) — канадский скрипач южноафриканского происхождения.

## Биография
Начал учиться на скрипке у своего отца, с девятилетнего возраста выступал в своей родной стране. В 1946—1951 годах учился в Кёртисовском институте у Ивана Галамяна, затем поселился в Канаде, в 1952 году получил канадское гражданство.
Много выступал на радио, в 1955—1963 годы играл первую скрипку в Монреальском струнном квартете, в сезоне 1958/1959 годах был концертмейстером Монреальского симфонического оркестра. В 1960-70-е годы интенсивно гастролировал по всему миру, особенно по Европе. Записал концерты Эрнеста Блоха, Арнольда Шёнберга и Игоря Стравинского с Пражским симфоническим оркестром под управлением Индржиха Рогана (1968), концерт Чайковского с Лондонским филармоническим оркестром под управлением Адриана Боулта, сольные сонаты Иоганна Себастьяна Баха, Макса Регера, Эжена Изаи и др.
С середины 1980-х гг. из-за психического заболевания отошёл от концертной деятельности.